# 高速振動Ap星
高速振動Ap星（こうそくしんどうApせい、英: Rapidly oscillating Ap star）またはroAp星は、Ap星の中でも短いタイムスケールで急速な変光や視線速度の変動を示すサブタイプである。既知の振動周期は5分から23分の間である。ヘルツシュプルング・ラッセル図（HR図）の上では主系列のたて座δ不安定帯に位置している。

## 発見
最初に発見されたroAp星は、HD 101065（通称プシビルスキ星 (Przybylski's Star)）である。1978年4月から5月にかけて南アフリカ天文台の0.5メートル望遠鏡を用いた観測で、ケープタウン大学のDonald Kurtzによって振動が発見された。Kurtzは、この星の光度曲線に周期12.15分、振幅0.01 - 0.02等級の変光が見られると報告している。

## 分類
roAp星は、変光星総合カタログではACVO (Rapidly oscillating Alpha2 CVn variables) と分類されている。roAp星といくつかのりょうけん座α2型変光星は、ともにたて座δ型不安定帯にある磁気特異星であるが、roAp星の変光周期は1時間未満と非常に短い点で異なる。

## 振動
roAp星は、高倍音、非動径圧力モードで振動している。このような脈動の振る舞いを説明するために用いられる一般的なモデルは、傾斜振動体モデル (英: oblique pulsator model) である。このモデルでは、脈動の軸は磁軸と一致しており、自転に伴って変化する磁軸の視線に対する向きによって脈動の振幅が変調することとなる。磁軸と脈動軸が明確に一致していることは、脈動の駆動機構の本質を知る手掛かりとなる。roAp星は、たて座δ不安定帯の主系列側に位置するようであるため、水素イオン化領域で作動するκ機構のような駆動機構を持つ可能性が示唆されている。κ機構でroAp星の振動を励起する標準的な脈動モデルは存在しない。磁場が重要であるように想定されるため、それを考慮した非標準的脈動モデルを導出する研究が行われている。roAp星の磁極付近の強い磁場によって対流が抑制されることでモードが駆動されることが示唆されており、脈動軸と磁軸が一致していることを説明できる。2002年の研究で計算されたroAp星の理論的な不安定帯の位置は、それまでに発見されていたroAp星のHR図上の位置と一致しており、加えて、より進化したroAp星の中には未発見の長周期脈動星が存在することも予測された。HD 177765は、2012年にそのような長周期の脈動が発見されたroAp星で、既知のroAp星では最長の23.6分という周期を持っている。
ほとんどのroAp星は、小型の望遠鏡を用いて恒星の脈動による振幅の小さな変化を観測することで発見されている。しかし、ネオジムやプラセオジムなど外部の影響に敏感に反応する吸収線の視線速度の変化を測定することでもこのような脈動を観測することができる。また、鉄のように脈動が見られない線もある。脈動は、恒星大気中の密度の低いところで最も大きくなると考えられている。そのため、放射浮揚効果により大気中の高い位置に存在している元素が形成するスペクトル線が、脈動の測定に最も敏感である可能性が高い。一方で、鉄のように重力で沈降する元素のスペクトル線は、視線速度の変化を示さないものと考えられる。

## 主なroAp星のリスト
| 星名                        | 見かけの等級（V等級） | スペクトル分類 | 周期（分） |
| --------------------------- | --------------------- | -------------- | ---------- |
| HD 177765                   | 9.1                   | Ap             | 23.6       |
| AP Scl, HD 6532             | 8.45                  | Ap SrEuCr      | 7.1        |
| BW Cet, HD 9289             | 9.38                  | Ap SrCr        | 10.5       |
| BN Cet, HD 12098            | 8.07                  | F0             | 7.61       |
| HD 12932                    | 10.25                 | Ap SrEuCr      | 11.6       |
| BT Hyi, HD 19918            | 9.34                  | Ap SrEuCr      | 14.5       |
| DO Eri, HD 24712            | 6.00                  | Ap SrEu(Cr)    | 6.2        |
| UV Lep, HD 42659            | 6.77                  | Ap SrCrEu      | 9.7        |
| HD 60435                    | 8.89                  | Ap Sr(Eu)      | 9.7        |
| LX Hya, HD 80316            | 7.78                  | Ap Sr(Eu)      | 11.4-23.5  |
| IM Vel, HD 83368            | 6.17                  | Ap SrEuCr      | 11.6       |
| AI Ant, HD 84041            | 9.33                  | Ap SrEuCr      | 15.0       |
| HD 86181                    | 9.32                  | Ap Sr          | 6.2        |
| HD 99563                    | 8.16                  | F0             | 10.7       |
| HD 101065（プシビルスキ星） | 7.99                  | 見解が分かれる | 12.1       |
| HD 116114                   | 7.02                  | Ap             | 21.3       |
| LZ Hya, HD 119027           | 10.02                 | Ap SrEu(Cr)    | 8.7        |
| PP Vir, HD 122970           | 8.31                  | unknown        | 11.1       |
| α Cir, HD 128898            | 3.20                  | Ap SrEu(Cr)    | 6.8        |
| HI Lib, HD 134214           | 7.46                  | Ap SrEu(Cr)    | 5.6        |
| β CrB, HD 137909            | 3.68                  | F0p            | 16.2       |
| GZ Lib, HD 137949           | 6.67                  | Ap SrEuCr      | 8.3        |
| HD 150562                   | 9.82                  | A/F(p Eu)      | 10.8       |
| HD 154708                   | 8.76                  | Ap             | 8.0        |
| HD 161459                   | 10.33                 | Ap EuSrCr      | 12.0       |
| HD 166473                   | 7.92                  | Ap SrEuCr      | 8.8        |
| HD 176232                   | 5.89                  | F0p SrEu       | 11.6       |
| HD 185256                   | 9.94                  | Ap Sr(EuCr)    | 10.2       |
| CK Oct, HD 190290           | 9.91                  | Ap EuSr        | 7.3        |
| QR Tel, HD 193756           | 9.20                  | Ap SrCrEu      | 13.0       |
| AW Cap, HD 196470           | 9.72                  | Ap SrEu(Cr)    | 10.8       |
| γ Equ, HD 201601            | 4.68                  | F0p            | 12.4       |
| BI Mic, HD 203932           | 8.82                  | Ap SrEu        | 5.9        |
| MM Aqr, HD 213637           | 9.61                  | A(p EuSrCr)    | 11.5       |
| BP Gru, HD 217522           | 7.53                  | Ap (Si)Cr      | 13.9       |
| CN Tuc, HD 218495           | 9.36                  | Ap EuSr        | 7.4        |